# کلاود لیک (فلوریدا)
کلاود لیک (به انگلیسی: Cloud Lake) شهرکی در شهرستان پام بیچ ایالت فلوریدا است که در سال ۱۹۴۸ بنیان‌گذاری شده‌است. این شهرک طبق سرشماری سال ۲۰۱۰ میلادی، ۱۴۷ نفر جمعیت داشته و مساحت آن نیز ۰٫۳ کیلومتر مربع است.